# 貿易庁
貿易庁（ぼうえきちょう）は、第二次世界大戦後の日本において、1945年12月15日～1949年5月25日にかけて置かれた商工省の外局。貿易及び貿易に伴う外国為替の管理に関する事務を掌り、連合国の占領下において統制状態に置かれた日本の貿易を一元化して取り扱った。
本項目では同庁の管轄下にあった貿易公団（ぼうえきこうだん、1947年5月22日～1951年1月31日）についても併せて解説する。

## 概要
第二次世界大戦敗戦後、日本の貿易はGHQの統制下に置かれた。GHQは日本政府に対して「疫病と不安」を防止するための輸入とその代金支払のための輸出という社会秩序維持のための最低限の貿易のみを認め、あわせて戦時中に貿易の統制を事実上行ってきた交易営団の廃止を命じた。このために、日本政府はGHQの方針に則って貿易を一元化して取り扱うために設置されたのが貿易庁である。貿易庁には、長官官房及び総務局、輸出局、輸入局の3局が置かれた。
当時の日本の貿易は、日本側は貿易庁（実務は指定業者（実務取扱機関）とされた商社（輸出44社・輸入45社が担当）、貿易相手国側はGHQを唯一の窓口として行われ、為替レートは定められずに国内における日本円による輸出入品の買入・売渡は公定価格に基づいて貿易庁が設置した特別会計である貿易資金特別会計から決済され、日本国外における外貨による輸出入品の買入・売渡はGHQの日本貿易勘定で決済された。また、外国人向けホテルも直営で建設された。
1947年、独占禁止法が制定されると、政府機関である貿易庁が指定業者に独占的に取引をさせる形態が同法違反になる可能性があるとの指摘を受け、同年4月15日に公布された貿易公団法に基づいて、5月22日に「鉱工品」「繊維」「食糧」「原材料」の4つの貿易公団が設置されて（業務開始は7月1日）実務の統括を行うことになって貿易庁は監督官庁となった。
ところが、この年の8月にGHQが制限付の民間による輸出（翌年には制限が解除）が認められるようになり、1949年以後は外国商社が日本国内に支店・事務所を設けて取引することが可能となった。この事態を受けて当時の第3次吉田内閣は産業・貿易振興を効率的に行うため、まず3月31日に食糧・原材料の両貿易公団を廃止し、続いて5月25日には商工省を通商産業省に改編して貿易庁などの外局を本省業務の一環に組み込んだ。これによって貿易庁は廃止された。
その後も繊維・鉱工業の両貿易公団は通商産業省の監督下で存続したが、前者は1950年12月31日に、後者も1ヶ月後の1951年1月31日付で廃止されるのである。

## 歴代長官
- 向井忠晴（初代：1945年～）
- 塚田公太（第2代：1946年～）
- 永井幸太郎（第3代：1947年2月～）
- 白洲次郎（第4代：1948年12月～）